# NGC 5358
NGC 5358 (другие обозначения — UGC 8826, MCG 7-29-13, ZWG 219.22, HCG 68E, PGC 49389) — галактика в созвездии Гончие Псы.
Этот объект входит в число перечисленных в оригинальной редакции «Нового общего каталога».